# 奥格登 (犹他州)
奥格登（英語：Ogden）位于美国犹他州北部，是韦伯县的县治所在，面积69平方公里。根据2020年美國人口普查，共有87,321人；其中白人占79.01%、非裔美国人占2.31%、亚裔美国人占1.43%、土著美国人占1.2%。